# 烏帽子親
烏帽子親是日本人在元服儀式上為被元服者戴冠的人。
根據日本中世時代武家社會的慣例，男子成年時行元服禮時，應請一位特定人物充當「假親」(義父)，為他戴上烏帽子。這位假親被稱為「烏帽子親」，而被戴帽者被稱作「烏帽子子」。與此同時，烏帽子親為烏帽子子取一個新的名字，這個名字被稱作「烏帽子名」。
根據《吾妻鏡》的記載，治承四年十月二日（1180年10月22日），源賴朝在小山朝光（源賴朝乳母寒河尼的兒子）的元服禮上為他戴上了烏帽子。這是烏帽子親第一次出現在歷史文獻中。此後烏帽子親往往由主君或者一門中的棟樑、有一定實力的親信擔任。烏帽子親與烏帽子子之間並不一定有血緣關係。
17世紀中期，琉球攝政向象賢（羽地按司朝秀）將烏帽子親這一習俗引進到了琉球。